# 香椎花乃
香椎 花乃（かしい かの、1996年4月30日 - ）は日本のAV女優。北海道出身、DINO所属。

## プロフィール
生年月日
1996年4月30日
身長
164cm
サイズ
B83cm（Cカップ） W55cm H88cm
出身地
北海道
趣味・特技
買い物、テニス

## 人物
2020年7月7日AVデビュー。元地方局のアナウンサー。デビュー前の経験人数は3人で全員彼氏。デビューの理由は男優とSEXしてみたかったと言う理由から。パイパンである。
2022年3月、アタッカーズの専属女優になったことを自身のTwitterで発表。
2023年1月、専属女優から企画単体女優へ移行したことを自身のTwitterで報告。

## 作品

### アダルトビデオ
- 元地方局アナウンサーAVデビュー（7月7日、PREMIUM）
- 元地方局アナウンサー膣イキ覚醒４本番 初体験づくし! イクイク潮吹き痙攣special（9月7日、PREMIUM）
- 元地方局アナウンサー がっぽレロ！丸呑みド下品フェラ（10月7日、PREMIUM）
- 放尿解禁! 初めての恥じらいおもらし。（11月7日、PREMIUM）
- ベロ ぐちゅ いっぱい涎絡ませて接吻セックスしよ?（12月7日、PREMIUM）

- 最低の上司と強制相部屋 絶倫オヤジに一晩中イカされ続けた私は…（1月7日、PREMIUM）
- 人生で初めての中出し解禁 い・き・な・り 10発注入SPECIAL（2月7日、PREMIUM）
- 中出しで誘う先生に彼女がいるのに童貞を奪われたボク…。（3月7日、PREMIUM）
- 羞恥と汗と汁にまみれて…舐め尽くし本能 接吻痙攣オーガズム（4月7日、PREMIUM）
- 押しに弱いお尻。隣のお姉さんの美尻に理性が吹き飛んで暴走ピストン中出しをし続けたボク…。（5月7日、PREMIUM）
- 香椎花乃 初BEST 8時間（6月7日、PREMIUM）※女優ベスト
- 禁欲1ヶ月で性・欲・暴・走。ヤリたがり痴女化ドキュメント!（7月7日、PREMIUM）
- 同窓会NTR【専属女優スペシャル!】 ～妻の最低な元カレに堕ちた浮気中出し映像～（8月7日、PREMIUM）
- 【出張最終日】女上司とまさかの相部屋誘惑ささやき騎乗位で朝まで、何度も、何度も、中出しさせられたボク…（9月21日、PREMIUM）
- トリプル痴女OLハーレム 欲求不満お姉さんたちの3点責めコンビネーションで何度も何度も中出しさせられる! 香椎花乃 波多野結衣 木下ひまり（10月19日、PREMIUM）
- 綺麗なお姉さんがチ○ポバカになるまでヌイてくれる種搾りメンズエステ（11月16日、PREMIUM）
- 不貞な接吻は甘すぎて… 夫の上司のベロキス中出し調教に心もカラダも堕とされたワタシ。（12月21日、PREMIUM）

- 悪夢の里帰り 親友の父親に媚薬を盛られ性奴隷に堕とされた 香椎花乃（4月5日、アタッカーズ）
- BBPリアルドキュメンタリー 初めて黒太棒をねじ込まれて 香椎花乃（5月3日、アタッカーズ）
- 夢であってほしい…現実逃避したいほどの裏切りセックスをしてしまった私。（7月5日、アタッカーズ）
- 香椎花乃 44本番12時間プレミアムセックスBEST（7月19日、PREMIUM）※単体ベスト
- オフィスレディの湿ったパンスト 香椎花乃（8月2日、アタッカーズ）
- 犯されたふたりに未来はあるのか!? 香椎花乃 櫻井まみ（9月6日、アタッカーズ）
- 誘拐犯 社長令嬢身代金誘拐監禁リ凌辱事件簿 香椎花乃（10月4日、アタッカーズ）

- 囁き淫語とにやにや挑発パンチラでオフィスで中出しをせがんでくる誘惑女上司 香椎花乃（2月28日、本中）[4]
- 美脚お姉さん集団に囲まれて遊ばれた僕。 ハーレムM男狩り中出しスペシャル! 木下ひまり 香椎花乃 森日向子（4月4日、MOODYZ）
- 港区社長 年収2800万 タワマン住み 高スペック嘘プロフで顔面偏差値200の高級ラウンジ嬢が釣れた!! まさかのお酒もチ○ポも丸のみしちゃうチン媚びド下品フェラでノリノリ朝までほろ酔いラッキー中出し（5月2日、ナンパJAPAN）
- ハーレム中出し痴女エステで何度も何度も射精させられた僕 尾崎えりか 斎藤あみり 木下ひまり 香椎花乃（6月20日、MOODYZ）

### アダルトVR
- 10頭身女子アナ香椎花乃・初VR! 美形でお茶目でボクにだけ超エッチ! な彼女といちゃラブべろちゅー! 美肌お風呂洗い & 艶顔フェラで勃起度MAX! リズミカルラブラブ騎乗位で中出しも! 心も身体も満たされる最高の同棲生活!（2021年4月25日、PREMIUM）

## 出版物

### 雑誌
- 月刊FANZA 2020年8月号（ジーオーティー）- インタビュー「HATSUMONO!」[1]